# Musique sur internet
Vous pouvez aider à l'améliorer ou bien discuter des problèmes sur sa page de discussion.
- Il ne cite pas suffisamment ses sources. Vous pouvez indiquer les passages à sourcer avec {{référence nécessaire}} ou {{Référence souhaitée}}, et inclure les références utiles en les liant aux notes de bas de page. (Marqué depuis juillet 2017)
- Il doit être recyclé. La réorganisation et la clarification du contenu sont nécessaires. (Marqué depuis juillet 2017)

- Archive Wikiwix
- Bing
- Cairn
- DuckDuckGo
- E. Universalis
- Gallica
- Google
- G. Books
- G. News
- G. Scholar
- Persée
- Qwant
- (zh) Baidu
- (ru) Yandex
- (wd) trouver des œuvres sur Wikidata

La Musique sur internet a beaucoup évolué, de la création du format MP3 jusqu'aux baladeurs (iPod et autres), le site YouTube de Google, etc.
La gestion des droits numériques a eu un impact important sur l'histoire de la musique sur Internet.

## Historique: de 1990 à 2008
En 1987, les premiers brevets du format mobile révolutionnaire le MP3 sont inventés et déposés (il y en a plus de 60). Le MP3 (MPEG-1/2 Audio Layer 3) capable de réduire la quantité de données du fichier audio nécessaire pour émettre un son, mais qui pour l’auditeur ressemble à une reproduction du son original non compressé avec une bonne qualité (compression devenant difficilement perceptible).
Des réseaux de partages musicaux sur Internet via des plates-formes de partage tels que Napster ont participé à l’essor de ce format par les consommateurs et les entreprises qui ont réduit l’utilisation de formats concurrents tels que Vorbis.
En 1990, Intertrust (en) est créé, cette société commercialise des brevets pour la mise en place de DRM (dispositifs de sécurité sur les CD musicaux) et s’agrandira par la suite pour permettre cette protection sur Internet.
En 1993, le Pentium est le premier microprocesseur à pouvoir décoder le MP3 en temps réel.
En 1994, les Rolling Stones promeuvent la technologie RealAudio qui permet de diffuser de la musique en Live sur Internet (concert…).[réf. nécessaire] Cette technologie appartient à RealNetworks qui lancera par la suite Rhapsody, un service de musique en ligne. Apple lance son premier iPod, révolution de la musique mobile.
En 2003, iTunes et l’iTunes Store est créée : c’est une plateforme de téléchargement légal sur internet. Ce service connaît un succès grâce aux millions de ventes d’iPod vendus auparavant. Ce service s’ouvre à l’Europe en 2004. Les sonneries musicales rapportent 3,5 milliards d’euros à Apple.
En 2005, YouTube est lancé. Ce service permet initialement de publier des vidéos sur Internet, puis va devenir un moyen de promotion pour les clips musicaux des artistes qui sont rémunérés au nombre de consultations ; en 2006 ce service est racheté par Google pour 1,6 milliard de dollars. Ce rachat agrandit la portée du service.
En 2007, Apple annonce avoir vendu plus de 100 millions d’iPod et décide de créer l’iPhone. L’iTunes Store est consultable depuis l’iPhone grâce à la technologie de différents opérateurs qui permet de consulter et d’acheter des musiques à tout moment.
La même année, Amazon lance un service similaire à celui d’iTunes : Amazon MP3.
En 2008, Apple abandonne les DRM (protections sur les médias).
En 2012, l’iTunes Store est le plus grand service de musique sur Internet avec 4 milliards de titres vendus et 6 millions de titres disponibles.